# George Cukor
George Dewey Cukor (New York, 7 juli 1899 – Los Angeles, 24 januari 1983) was een Amerikaans filmregisseur.

## Biografie
Cukor was als tiener al geïnteresseerd in toneel en spijbelde regelmatig van school om voorstellingen bij te wonen. Nadat hij zijn diploma in 1916 behaalde, spendeerde hij een jaar aan het Students Army Training Corps. Daarna kreeg hij een baan als assistent-regisseur aan een schouwburg in Chicago. Na drie jaar richtte hij in 1920 zijn eigen schouwburg op in New York. Daar werkte hij zeven jaar, totdat hij de mogelijkheid kreeg op Broadway te werken. Daar werkte hij samen met actrices als Ethel Barrymore en Dorothy Gish.
Toen Hollywood na de opkomst van de geluidsfilm naar toneelregisseurs in New York, was Cukor een van de regisseurs die gevraagd werd om voor films te werken. Hij accepteerde en verhuisde naar Hollywood in 1929. Hij werkte hier kort als dialogenregisseur en co-regisseurde drie films voordat hij zijn debuut maakte met Tarnished Lady (1931).
Cukor had in zijn beginjaren een contract bij Paramount Pictures, maar werd in 1932 na persoonlijke problemen verplaatst naar RKO Pictures. Hier regisseerde hij verscheidene memorabele films en kreeg de reputatie goed met actrices samen te kunnen werken en uit te blinken in het maken van films voor vrouwen. Om die reden kreeg hij de bijnaam "woman's director" (regisseur van de vrouwen), een bijnaam die hij de rest van zijn leven bleef verachten. Tijdens zijn beginjaren werkte hij samen met grote namen, waaronder Katharine Hepburn, Olivia De Havilland, Constance Bennett, Joan Bennett, Jean Harlow, Norma Shearer, Greta Garbo, Claudette Colbert, Joan Crawford, Joan Fontaine, Paulette Goddard, Vivien Leigh en Ingrid Bergman.
Het was een open geheim dat Cukor homoseksueel was. Hij was daarnaast ook de bron van vele Hollywood feesten, aangezien deze vooral in zijn residentie werden gehouden.
Cukor bleef regisseren tot 1981. In 1983 stierf hij aan hartfalen.

## Filmografie
- 1930: Grumpy
- 1930: The Virtuous Sin
- 1930: The Royal Family of Broadway
- 1931: Tarnished Lady
- 1931: Girls About Town
- 1932: What Price Hollywood?
- 1932: A Bill of Divorcement
- 1932: Rockabye
- 1933: Our Betters
- 1933: Dinner at Eight
- 1933: Little Women
- 1935: David Copperfield
- 1935: Sylvia Scarlett
- 1936: Romeo and Juliet
- 1936: Camille
- 1938: Holiday
- 1938: Zaza
- 1939: The Women
- 1940: Susan and God
- 1940: The Philadelphia Story
- 1941: A Woman's Face
- 1941: Two-Faced Woman
- 1942: Her Cardboard Lover
- 1942: Keeper of the Flame
- 1944: Gaslight
- 1944: Winged Victory
- 1947: A Double Life
- 1949: Edward, My Son
- 1949: Adam's Rib
- 1950: A Life of Her Own
- 1950: Born Yesterday
- 1951: The Model and the Marriage Broker
- 1952: The Marrying Kind
- 1952: Pat and Mike
- 1953: The Actress
- 1954: It Should Happen to You
- 1954: A Star Is Born
- 1956: Bhowani Junction
- 1957: Les Girls
- 1957: Wild Is the Wind
- 1960: Heller in Pink Tights
- 1960: Let's Make Love
- 1962: Something's Got to Give
- 1962: The Chapman Report
- 1964: My Fair Lady
- 1969: Justine
- 1972: Travels with My Aunt
- 1975: Love Among the Ruins
- 1976: The Blue Bird
- 1979: The Corn Is Green
- 1981: Rich and Famous